# Paul Dini
Paul Dini   (Nova York, 7 d'agost de 1957) és un guionista i creador de còmics nord-americà.

## Biografia
Paul Dini va néixer el 7 d'agost de 1957 a la ciutat de Nova York de Patricia (McClaran) i Robert Dini, un executiu de publicitat. D'origen italià a través del seu pare. Dini va assistir a l'escola Stevenson de Pebble Beach, Califòrnia amb una beca d'art. Va assistir a l'Emerson College de Boston, on va obtenir un BFA en escriptura creativa.
Durant la universitat, va començar a fer guions d'animació autònoms per a Filmation, i una sèrie d'altres estudis. El 1984, va ser contractat per treballar per a George Lucas en diversos dels seus projectes d'animació. Dini va tornar més tard a l'univers de Star Wars el 2007 per escriure diversos episodis de Star Wars: The Clone Wars.
Es va unir a Warner Bros el 1989 i va escriure històries per a la sèrie animada Batman. Paul Dini és el creador d'Harley Quinn per a aquesta sèrie d'animació. També és un dels guionistes de la sèrie de televisió Lost. El 2006, va afegir DC comics al seu currículum, encara com a guionista. A part de Jingle Belle
A Warner Bros. Animation va treballar a Tiny Toon Adventures. Més tard, es va traslladar a Batman: The Animated Series, on va treballar com a escriptor, productor i editor, més tard va treballar a Superman: The Animated Series, The New Batman Adventures i Batman Beyond. Dini va fer el guió de l'episodi Heart of Ice, que va redefinir Mr. Freeze com un personatge tràgic i va guanyar un premi Daytime Emmy al millor guió en un programa animat. Va continuar treballant amb l'animació WB, treballant en una sèrie de projectes interns, inclosos Krypto the Superdog i Duck Dodgers, fins al 2004. El 1989 i el 1990, va contribuir amb guions a la sèrie d'antologia de terror de televisió en directe Monsters: "One Wolf's Family" i "Talk Nice to Me". Juntament amb Bruce Timm, va crear la sèrie d'animació Freakazoid!.
Dini i Bruce Timm van presentar Harley Quinn a Batman: The Animated Sèries ja que la seva primera aparició va ser l'episodi "Joker's Favor" i el 1994, van adaptar el personatge als còmics a The Batman Adventures: Mad Love one-shot.
Dini va tornar a les adaptacions animades de Batman per escriure l'episodi Legends of the Dark Mite de Batman: The Brave and the Bold. En el mateix episodi, va aparèixer en forma d'animació amb la disfressa d'Harley Quinn en una escena de paròdia de convencions de còmics, juntament amb Bruce Timm amb la disfressa de Joker al seu costat.Va continuar escrivint diversos episodis addicionals per a la sèrie, inclòs Chill of the Night!, que contenia un equip entre Batman i Zatanna, un dels personatges preferits de Dini. Dini va escriure la història del videojoc de Rocksteady Studios Batman: Arkham Asylum, llançat el 25 d'agost de 2009. Va escriure tres episodis de Star Wars: The Clone Wars: "Cloak of Darkness", "Holocron Heist" i "Voyage of Temptation". El 14 de febrer de 2008, la primera edició de Dini La columna "200 Words with Paul Dini" es va publicar al lloc iFanboy.
El 2002, Dini va crear Sheriff Ida Red, la superpoderosa estrella vaquera d'una sèrie de llibres ambientada a la mítica ciutat de Dini de Mutant, Texas.Va col·laborar amb Kevin Smith a Clerks: The Animated Series. Ell i Bruce Timm van col·laborar en la sèrie limitada Harley and Ivy per a DC el 2004.
El setembre de 2020, DC Comics va anunciar que Dini estaria entre els creadors d'una sèrie d'antologia de Batman: Black and White que s'estrenaria el 8 de desembre de 2020. Dini va escriure la preqüela de Scoob!, Scoob! Holiday Haunt, llançat a través d'HBO Max. Va ser cancel·lat l'agost de 2022 per Warner Bros. Discovery.
Paul Dini està casat amb l'actriu, actriu de veu i prestidigitadora, Misty Lee des del 2005.